# Карданов Аміран Авданович
Аміран Авданович Карданов (рос. Амиран Авданович Карданов, грец. Αμιράν Καρντάνοφ; нар. 19 серпня 1976, село Чикола Ірафського району, Північна Осетія) — російський, згодом грецький борець вільного стилю осетинського походження, дворазовий срібний та дворазовий бронзовий призер чемпіонатів Європи, бронзовий призер Олімпійських ігор.

## Біографія
Боротьбою почав займатися з 1987 року. На початку своєї міжнародної спортивної кар'єри захищав кольори збірної Росії. У її складі став чемпіоном світу 1994 року серед юніорів. Напередодні Афінської Олімпіади 1996 року прийняв запрошення Греції на перехід до лав їхньої збірної. Причиною такого рішення став гарантований греками виступ на Олімпіаді, в той час як у складі збірної Росії потрібно було витримати конкуренцію з російськими борцями. У Греції виступав за борцівський клуб «Piresteri», центрального спортивного клубу армії. Ще в складі спортивного клубу «Локенвальд» брав участь у першості Німеччини. Через брак у Греції серйозних спаринг-партнерів, перед міжнародними змаганнями приїжджав тренуватися до Північної Осетії.

## Спортивні результати на міжнародних змаганнях

### Виступи на Олімпіадах
| Змагання                    | Збірна | Вагова категорія          | Місце  |
| --------------------------- | ------ | ------------------------- | ------ |
| Літні Олімпійські ігри 1996 | Греція | вільна боротьба, до 52 кг | 16     |
| Літні Олімпійські ігри 2000 | Греція | вільна боротьба, до 54 кг | Бронза |
| Літні Олімпійські ігри 2004 | Греція | вільна боротьба, до 55 кг | 4      |

### Виступи на Чемпіонатах світу
| Змагання                        | Збірна | Вагова категорія          | Місце |
| ------------------------------- | ------ | ------------------------- | ----- |
| Чемпіонат світу з боротьби 1998 | Греція | вільна боротьба, до 54 кг | 4     |
| Чемпіонат світу з боротьби 1999 | Греція | вільна боротьба, до 54 кг | 10    |
| Чемпіонат світу з боротьби 2001 | Греція | вільна боротьба, до 54 кг | 10    |
| Чемпіонат світу з боротьби 2002 | Греція | вільна боротьба, до 55 кг | 13    |
| Чемпіонат світу з боротьби 2003 | Греція | вільна боротьба, до 55 кг | 6     |
| Чемпіонат світу з боротьби 2006 | Греція | вільна боротьба, до 55 кг | 10    |
| Чемпіонат світу з боротьби 2007 | Греція | вільна боротьба, до 55 кг | 21    |

### Виступи на Чемпіонатах Європи
| Змагання                         | Збірна | Вагова категорія          | Місце  |
| -------------------------------- | ------ | ------------------------- | ------ |
| Чемпіонат Європи з боротьби 1996 | Греція | вільна боротьба, до 52 кг | 7      |
| Чемпіонат Європи з боротьби 1998 | Греція | вільна боротьба, до 54 кг | Бронза |
| Чемпіонат Європи з боротьби 1999 | Греція | вільна боротьба, до 54 кг | 11     |
| Чемпіонат Європи з боротьби 2000 | Греція | вільна боротьба, до 54 кг | 4      |
| Чемпіонат Європи з боротьби 2001 | Греція | вільна боротьба, до 54 кг | Срібло |
| Чемпіонат Європи з боротьби 2002 | Греція | вільна боротьба, до 55 кг | 11     |
| Чемпіонат Європи з боротьби 2003 | Греція | вільна боротьба, до 55 кг | Срібло |
| Чемпіонат Європи з боротьби 2004 | Греція | вільна боротьба, до 55 кг | 4      |
| Чемпіонат Європи з боротьби 2006 | Греція | вільна боротьба, до 55 кг | Бронза |
| Чемпіонат Європи з боротьби 2008 | Греція | вільна боротьба, до 55 кг | 17     |

### Виступи на Середземноморських іграх
| Змагання                    | Збірна | Вагова категорія          | Місце  |
| --------------------------- | ------ | ------------------------- | ------ |
| Середземноморські ігри 1997 | Греція | вільна боротьба, до 54 кг | 4      |
| Середземноморські ігри 2001 | Греція | вільна боротьба, до 54 кг | Золото |

### Виступи на Чемпіонатах світу серед військовослужбовців
| Змагання                                                  | Збірна | Вагова категорія          | Місце |
| --------------------------------------------------------- | ------ | ------------------------- | ----- |
| Чемпіонат світу з боротьби серед військовослужбовців 2002 | Греція | вільна боротьба, до 60 кг | 6     |

### Виступи на інших змаганнях
| Змагання                                                      | Збірна | Вагова категорія          | Місце  |
| ------------------------------------------------------------- | ------ | ------------------------- | ------ |
| Гран-прі Німеччини з боротьби 1996                            | Греція | вільна боротьба, до 52 кг | Срібло |
| Олімпійський кваліфікаційний турнір з боротьби 2000 (Мінськ)  | Греція | вільна боротьба, до 54 кг | 6      |
| Олімпійський кваліфікаційний турнір з боротьби 2000 (Лейпциг) | Греція | вільна боротьба, до 54 кг | 14     |
| Олімпійський кваліфікаційний турнір з боротьби 2000 (Токіо)   | Греція | вільна боротьба, до 54 кг | 5      |
| Олімпійський кваліфікаційний турнір з боротьби 2000 (Мехіко)  | Греція | вільна боротьба, до 54 кг | 6      |
| Олімпійський кваліфікаційний турнір з боротьби 2008 (Мартіні) | Греція | вільна боротьба, до 55 кг | 7      |
| Олімпійський кваліфікаційний турнір з боротьби 2008 (Варшава) | Греція | вільна боротьба, до 55 кг | 16     |
| Гран-прі Парижа з боротьби 2015                               | Греція | вільна боротьба, до 61 кг | 9      |

### Виступи на змаганнях молодших вікових груп
| Змагання                                      | Збірна | Вагова категорія          | Місце  |
| --------------------------------------------- | ------ | ------------------------- | ------ |
| Чемпіонат світу з боротьби серед юніорів 1994 | Росія  | вільна боротьба, до 54 кг | Золото |
| Чемпіонат світу з боротьби серед молоді 1995  | Росія  | вільна боротьба, до 52 кг | 7      |